# Лумарцо
Лумарцо (итал. Lumarzo) — коммуна в Италии, располагается в регионе Лигурия, в провинции Генуя.
Население составляет 1558 человек (2008 г.), плотность населения составляет 61 чел./км². Занимает площадь 26 км². Почтовый индекс — 16024. Телефонный код — 0185.
Покровителем населённого пункта считается святой san Camillo de Lellis.

## Демография
Динамика населения:

## Администрация коммуны
- Официальный сайт: